# Tresana
Tresana ist eine italienische Gemeinde mit 1912 Einwohnern (Stand 31. Dezember 2023) in der Provinz Massa-Carrara in der Region Toskana.

## Geographie

Lage von Tresana in der Provinz Massa-Carrara

Die Gemeinde erstreckt sich über ca. 44 km². Sie liegt ca. 145 km nordwestlich der Regionalhauptstadt Florenz, ca. 35 km nordwestlich von Massa und ca. 30 km nordwestlich von Carrara.
Zu den Ortsteilen zählen Barbarasco (Hauptort, an der Magra liegend), Bocco, Bola, Bottria, Camposopra, Canala, Careggia, Castello, Catizzola, Cavecchia, Ceppino, Cercò, Corneda, Debirotti, Folla, Fontanedo, Giovagallo, Groppo, Lorenzana, Meredo, Novegigola, Ortigaro, Penolo (am gleichnamigen Fluss liegend), Popetto, Quercia, Ricco, Serrapiana, Tassanarla e Nave, Tavella, Tresana (verleiht der Gemeinde den Namen), Vigonzla, Villa Rosticciola und Villecchia.
Die Nachbargemeinden sind Bolano (SP), Calice al Cornoviglio (SP), Licciana Nardi, Mulazzo, Podenzana und Villafranca in Lunigiana.

## Geschichte
Der Ortsteil Tresana entstand aus einer Festung der Langobarden. 1164 wurde diese von Kaiser Friedrich I. den Malaspina unterstellt. Nach der spanischen Besatzung 1652 wurde das Gebiet 1660 unter das Protektorat der Toskana gestellt. Danach beherrschten die Corsini die Gemeinde bis zur Besatzung Napoleons. Von 1814 bis 1859 war sie Teil des Herzogtums Modena. Das Königreich Sardinien annektierte das Gebiet 1859, und mit Sardinien wurde der Ort mit der italienischen Einigung Teil der Provinz Toskana.